# Felix Deutsch (Mediziner)
Felix Deutsch (* 9. August 1884 in Wien, Österreich-Ungarn; † 2. Jänner 1964 in Cambridge, Massachusetts) war ein österreichisch-amerikanischer Internist, Psychoanalytiker und Pionier der Psychosomatik.

## Leben
Der Sohn des Bankbeamten Nathan Deutsch (gestorben 1889) absolvierte 1903 die Matura. Unter dem Druck des Antisemitismus schloss er sich der Kadimah (Studentenverbindung) an und wurde ein überzeugter Anhänger des Zionismus. 1909 an der Universität Wien promoviert, widmete er sich zunächst einer Ausbildung in Innerer Medizin in Wien und München. 1919 habilitierte er sich an der Universität Wien für Innere Medizin. 1921 erhielt er einen Lehrauftrag. Er fand seinen Weg zur Psychoanalyse und Psychosomatik über die klinische Beobachtung, vor allem von Herzpatienten. Nachdem er einen Vortrag zum Thema „Psychoanalyse und organische Krankheiten“ gehalten hatte, wurde er 1922 in die Wiener Psychoanalytische Vereinigung aufgenommen. Er war mitbeteiligt an der Einrichtung eines ersten Psychoanalytischen Ambulatoriums und ließ sich von Siegfried Bernfeld analysieren. 1922/23 war er der Hausarzt von Sigmund Freud. Deutsch führte 1927 den Terminus psychosomatisch wieder in die wissenschaftliche Diskussion ein und begründete 1939 die Zeitschrift Psychosomatic Medicine. 1936 emigrierte Deutsch in die USA, wo er von 1939 bis 1941 als erster Professor für Psychosomatische Medizin an der Washington University in St. Louis, Missouri lehrte. Den Rest seines Lebens verbrachte er in Boston, wo er von 1941 bis 1959 als Lecturer Psychiatrie an der Boston University lehrte. Deutsch publizierte 10 Bücher und über 200 Fachartikel, unter anderem auch zur Sportmedizin und zum Themenbereich Kunst und Medizin. 
Seine Gattin seit 1912 war die Psychoanalytikerin Helene Deutsch, sein Sohn der Physiker Martin Deutsch.